# Electric Warrior
Electric Warrior ist das zweite reguläre Studioalbum der britischen Rockband T. Rex, seit diese ihren ursprünglichen Namen „Tyrannosaurus Rex“ abkürzte. Es erschien im September 1971.

## Album
Electric Warrior ist die erste LP, auf dem die Gruppe – zum Quartett erweitert – die Instrumentierung einer klassischen Rockband verwendet: Gesang, Gitarre, Bass und Schlagzeug. Zusätzlich wurde den Aufnahmen einiger Lieder Saxophon, Flügelhorn oder Piano hinzugefügt. Sie wird bis heute als der Klassiker der Gruppe T. Rex angesehen.
Das Album enthält mit den beiden Single-Auskopplungen Get It On und Jeepster sowie dem „groovigen“ Mambo Sun eine Reihe tanzbarer Songs, aber auch einige Balladen wie Cosmic Dancer, Life’s a Gas oder das auf akustischer Gitarre und Flügelhorn begleitete Girl.
Get It On war ein internationaler Hit und wurde unter dem Namen Bang a Gong (Get It On) in den USA veröffentlicht, um Verwechslungen mit einem anderen gleichnamigen Song der Gruppe Chase zu vermeiden. Bang a Gong (Get It On) war der einzige Top-10-Single-Hit für T. Rex in diesem Land.

## Cover
Die zweifarbige Frontseite des Albumcovers zeigt auf schwarzem Grundton die in metallischer Goldfarbe gedruckte Silhouette Bolans mit Elektrogitarre vor einem Gitarrenverstärker. Das Foto stammt von Kerian „Spud“ Murphy. Auf der gleichfarbigen Rückseite sind die Albuminformationen und Songtexte abgedruckt.
Die englische Ausgabe hat ein Singlecover, das Innersleeve zeigt auf jeder Seite jeweils eine Zeichnung mit den Motiven von Bolan und Finn. Die Zeichnungen sind von George Underwood.
Die deutsche Ausgabe kam als Klappcover, innen fanden sich die Underwood-Zeichnungen wieder: hier jedoch Gold-auf-Schwarz (im Gegensatz zum Braun-auf-Weiß des UK Innersleeves).
Lediglich die jeweils ersten Auflagen in Großbritannien und Deutschland hatten ein Schwarz-Weiß-Poster beigelegt. Das Foto wurde ebenfalls von Murphy geschossen, das Motiv ist klassisch: es zeigt Bolan im Vordergrund sitzend im Sessel in seiner Wohnung, seine Bandkollegen Finn, Currie und Legend sind im Hintergrund.
Das deutsche Poster ist mit dem englischen identisch und wurde ebenfalls im Vereinigten Königreich gedruckt, was lediglich daran zu erkennen war, dass es anders gefaltet war (UK: 8 Teile, BRD: 6 Teile).
Das Poster ist heute selten und sehr gesucht: guterhaltene komplette Alben mit Poster erzielen heute den vier- bis fünffachen Preis gegenüber der Original-LP ohne Poster.

## Labelwechsel
Ohne Marc Bolans Einwilligung veröffentlichte das Plattenlabel Fly/Cube Jeepster als Nachfolgesingle. Weil der Vertrag mit Fly/Cube ohnehin zum Jahresende 1971 auslief und hätte verlängert werden müssen und weil Bolan mit der Veröffentlichungspolitik des Plattenlabels nicht einverstanden war, wechselte Bolan ab 1972 zur britischen EMI über, wo er mit dem eigenen Label T. Rex Wax Co. weitgehende Kontrolle über seine Veröffentlichungen erhielt.
Dies führte auch in der Bundesrepublik zu einer Veränderung bei den Vertriebsrechten der T.-Rex-Schallplatten, die seit Anfang 1971 Ariola hatte. Man einigte sich darauf, dass der gesamte Fly/Cube-Katalog inklusive des kleinen ehemaligen Plattenlabels Regal Zonophone aus Tyrannosaurus-Rex-Zeiten ab 1972 wieder von Polydor vertrieben wurde, während künftige Aufnahmen auf EMI bzw. dem Sublabel T. Rex Wax Co. weiterhin in der Hand der Ariola blieben.
Aus diesem Grund gab es in Westdeutschland von Electric Warrior sowie von der Single Jeepster / Life’s a Gas neben den originalen Ariola-Ausgaben von 1971 noch die Anfang 1972 erschienenen von Polydor.

## Titelliste
Alle Songs stammen aus der Feder von Marc Bolan.
Seite A
1. Mambo Sun – 3:40
2. Cosmic Dancer – 4:30
3. Jeepster – 4:12
4. Monolith – 3:49
5. Lean Woman Blues – 3:02
Seite B
6. Get It On – 4:27
7. Planet Queen – 3:13
8. Girl – 2:32
9. The Motivator – 4:00
10. Life’s a Gas – 2:24
11. Rip Off – 3:40
Bonustracks (2001)
11. Rip Off (Work in Progress) – 2:30
12. Mambo Sun (Work in Progress) – 3:57
13. Cosmic Dancer (Work in Progress) – 5:15
14. Monolith (Work in Progress) – 4:48
15. Get It On (Work in Progress) – 4:44
16. Planet Queen (Work in Progress) – 0:57
17. The Motivator (Work in Progress) – 4:19
18. Life’s a Gas (Work in Progress) – 3:15
Bonustracks (2003)
12. There Was a Time – 1:00
13. Raw Ramp – 4:16
14. Planet Queen (Acoustic Version) – 3:00
15. Hot Love – 4:59
16. Woodland Rock – 2:24
17. King of the Mountain Cometh – 3:57
18. The T. Rex Electric Warrior Interview – 19:35

## Rezeption
Electric Warrior wird zu den wichtigsten Veröffentlichungen im Genre Glam Rock gezählt und ist in mehreren Bestenlisten vertreten. Rolling Stone wählte es 2003 sowie 2012 auf Platz 160 und 2020 auf Platz 188 der 500 besten Alben aller Zeiten.
In der Aufstellung der 500 besten Alben aller Zeiten von New Musical Express belegt es Platz 225.
Pitchfork führt es auf Platz 20 der 100 besten Alben der 1970er Jahre.
In der Auswahl der 200 besten Alben aller Zeiten von Uncut erreichte es Platz 169.
Electric Warrior wurde in die 1001 Albums You Must Hear Before You Die aufgenommen.

## Kommerzieller Erfolg

### Chartplatzierungen
In Großbritannien belegte das Album 8 Wochen lang den ersten Platz in den Album-Charts, in Deutschland kam es bis auf Platz 14.
| ChartsChartplatzierungen       | Höchstplatzierung | Wochen |
| ------------------------------ | ----------------- | ------ |
| Deutschland (GfK)              | 14 (10 Wo.)       | 10     |
| Vereinigte Staaten (Billboard) | 32 (34 Wo.)       | 34     |
| Vereinigtes Königreich (OCC)   | 1 (45 Wo.)        | 45     |

### Auszeichnungen für Musikverkäufe
| Land/Region                  | Auszeichnungen für Musikverkäufe (Land/Region, Auszeichnung, Verkäufe) | Verkäufe |
| ---------------------------- | ---------------------------------------------------------------------- | -------- |
| Neuseeland (RMNZ)            | Gold                                                                   | 7.500    |
| Vereinigte Staaten (RIAA)    | Gold                                                                   | 500.000  |
| Vereinigtes Königreich (BPI) | Gold                                                                   | 100.000  |
| Insgesamt                    | 3× Gold ·                                                              | 607.500  |

## Sonstiges
- Einige Songs von Electric Warrior dienten auch als Soundtrack bei dem Spielfilm Billy Elliot – I Will Dance, dessen Handlung Mitte der 1980er Jahre spielt.